# Vinoř
Vinoř – część Pragi. W 2007 zamieszkiwało ją 3 169 mieszkańców.
Na jej terenie znajduje się Cmentarz Vinořski.